# Рафф-О’Херн, Ян
Ян Рафф-О’Херн (нидерл. Jan Ruff O'Herne, при рождении Еанне (Ян) Алида О’Херн, нидерл. Jeanne Alida O'Herne; 18 января 1923 — 19 августа 2019) — австралийская правозащитница голландского происхождения, известна своими выступлениями против сексуального насилия, совершаемого на войне. В период Второй мировой войны О’Херн была одной из девушек, которых японская армия принудила к занятию проституцией. 50 лет спустя после окончания Второй мировой войны она решилась высказаться публично, чтобы потребовать правительство Японии принести извинения и привлечь внимание к проблематике «женщин для утешения».

## Биография
Еанне (Ян) Алида О’Херн родилась в 1923 году в Бандуэне в Голландской Ост-Индии. В период японской оккупации Голландской Ост-Индии О’Херн и тысячи голландских женщин были принуждены к тяжёлому физическому труду в лагере для военнопленных в заброшенной армейской казарме в Амбараве. В феврале 1944 года вышестоящие японские офицеры прибыли в лагерь и приказали построить в ряд всех незамужних девушек от 17 лет и старше. Были выбраны 10 девушек, 21-летняя О’Херн оказалась среди них. О’Херн и шесть других молодых женщин были доставлены японскими офицерами в старый голландский колониальный дом в Семаранге. Девушки думали, что будут принуждены к работам на фабрике или использованы для агитации, но вскоре узнали, что колониальный дом был переделан в военный бордель.
В первый день были сделаны фотографии женщин и развешены на стойке регистрации. Солдаты по фотографиям выбирали девушек, которых хотели. Всем женщинам были даны японские имена по названиям цветков. На протяжении следующих трёх месяцев женщин не переставая насиловали и избивали. О’Херн дралась с солдатами каждую ночь и даже отрезала свои волосы, чтобы вызвать у них отвращение. Обрезание волос произвело противоположный эффект, сделав её возбуждающей любопытство. Незадолго до окончания войны женщины были перевезены в лагерь Богор в Западной Яве, где они воссоединились со своими семьями. Японцы предупредили девушек, что если они расскажут кому-либо о том, что с ними произошло, они и все члены их семей будут убиты. Когда родители девушек интересовались, что произошло с ними, большинство хранило молчание, включая О’Херн.
После того, как война закончилась и О’Херн была освобождена, девушка встретила Тома Раффа, британского военного. Они поженились в 1946 году. Пожив в Великобритании, пара эмигрировала в Австралию в 1960 году, где вырастила двух дочерей, Эйлин и Кэрол. В письме, которое О’Херн написала Тому до свадьбы, она рассказала о том, что произошло с ней в период войны и просила у него терпения, если они поженятся. В течение десятилетий после войны О’Херн продолжала видеть кошмары и чувствовать страх, особенно во время интимной близости с мужем. У них был счастливый брак, но опыт О’Херн в качестве «женщины для утешения» постоянно влиял на её жизнь.

## Политический активизм
В течение десятилетий после войны О’Херн не говорила о своем пережитом на войне опыте публично вплоть до 1992 года, когда три корейские «женщины для утешения» потребовали у правительства Японии извинений и выплаты компенсации за причиненный моральный и физический ущерб, нанесенный на «станциях утешения». Вдохновившись действиями этих женщин и желая предложить им свою поддержку, О’Херн решила выговориться. В декабре 1992 года на международном общественном слушании по японским военным преступлениям, проходившем в Токио, О’Херн впервые публично поделилась с обществом своей историей. В 1994 году О’Херне опубликовала свои мемуары под названием «Пятьдесят лет молчания», в которых рассказала о своих чувствах и страхах, которые были частью её сохраняемой в тайне жизни жертвы изнасилования на войне.
В 1998 году созданный японским правительство Фонда азиатских женщин официально признал жертвами голландских девушек, подвергшихся сексуальному насилию в годы Второй мировой войны. Несмотря на то, что 79 нидерландских женщин приняли от Японии извинения и денежную компенсацию, О’Херн предложение Фонда оскорбительным и отказалась от предложенной компенсации, настаивая, чтобы Япония смирилась со своим прошлым и принесла искренние извинения. С 1992 года О’Херн продолжала работать с «тяжёлым положением „женщин для утешения“ и ради защиты женщин на войне». В сентябре 2001 года она была награждена правительством Нидерландов Орденом Оранских-Нассау в признательность за её труды.
15 февраля 2007 года О’Херн выступила перед Палатой представителей США в рамках слушания в Конгрессе по «Защите прав „женщин для утешения“»:

«Много историй было рассказано об ужасах, жестокости, страданиях и голоде голландских женщин в японских тюремных лагерях. Но одна история не звучала, самая постыдная история самого худшего надругательства над правами человека, совершенного японцами в период Второй мировой войны: история о „женщинах для утешения“, the jugun ianfu, и о том, как эти женщины были насильно использованы против их желания для того, чтобы обеспечивать сексуальное обслуживание Императорской армии Японии… Я простила японцев за то, что они сделали со мной, но я никогда не забуду. В течение пятидесяти лет „женщины для утешения“ хранили молчание; они жили с ужасным стыдом, с чувством, будто они испачканы. Для этих разрушенных женских жизней понадобилось 50 лет, чтобы их проблема была замечена. Я надеюсь, что высказавшись, я смогла сделать что-то, чтобы поддержать мир на Земле и согласие, и нарушение прав женщин никогда не произойдет снова».— Заявление Ян Рафф-О'Херн в 2007 году на слушании в Конгрессе США